# Благовест Сендов
Благовест Христов Сендов (Асеновград, 8. фебруар 1932 — 19. јануар 2020) је био бугарски дипломата, математичар и политичар. Био је ректор Софијског универзитета.
Изабран је за члана Српске академије наука и уметности 2002. године. Објавио је више од 200 публикација у пољима везаним за математику и рачунарство.